# Linton (Dakota del Nord)
Linton è un centro abitato (city) degli Stati Uniti d'America, capoluogo della Contea di Emmons nello Stato del Dakota del Nord. Nel censimento del 2000 la popolazione era di 1 321 abitanti. La città è stata fondata nel 1906.

## Geografia fisica
Secondo i rilevamenti dell'United States Census Bureau, la località di Linton si estende su una superficie di 1,90 km², tutti occupati da terre.

## Popolazione
Secondo il censimento del 2000, a Linton vivevano 1 321 persone, ed erano presenti 386 gruppi familiari. La densità di popolazione era di 690 ab./km². Nel territorio comunale si trovavano 701 unità edificate. Per quanto riguarda la composizione etnica degli abitanti, il 99,17% era bianco, lo 0,23% era nativo, lo 0,38% proveniva dall'Asia e lo 0,23% apparteneva a due o più razze. La popolazione di ogni razza ispanica corrispondeva allo 0,68% degli abitanti.
Per quanto riguarda la suddivisione della popolazione in fasce d'età, il 22,2% era al di sotto dei 18, il 4,2% fra i 18 e i 24, il 20,1% fra i 25 e i 44, il 21,7% fra i 45 e i 64, mentre infine il 31,9% era al di sopra dei 65 anni di età. L'età media della popolazione era di 48 anni. Per ogni 100 donne residenti vivevano 89,8 maschi.